# Persiscape levyi
Espèce
Synonymes
- Agelescape levyi Guseinov, Marusik & Koponen, 2005
- Agelescape talyshica Guseinov, Marusik & Koponen, 2005

Persiscape levyi est une espèce d'araignées aranéomorphes de la famille des Agelenidae.

## Distribution
Cette espèce se rencontre en Azerbaïdjan et en Iran.

## Description
Le mâle holotype mesure 5,30 mm.
Le mâle mesure 5,3 mm et la femelle 8,5 mm.

## Étymologie
Cette espèce est nommée en l'honneur de Gershom Levy.

## Publication originale
- Guseinov, Marusik & Koponen, 2005 : Spiders (Arachnida: Aranei) of Azerbaijan 5. Faunistic review of the funnel-web spiders (Agelenidae) with the description of a new genus and species. Arthropoda Selecta, vol. 14, no 2,  p. 153-177 (texte intégral).